# Corriente de hielo

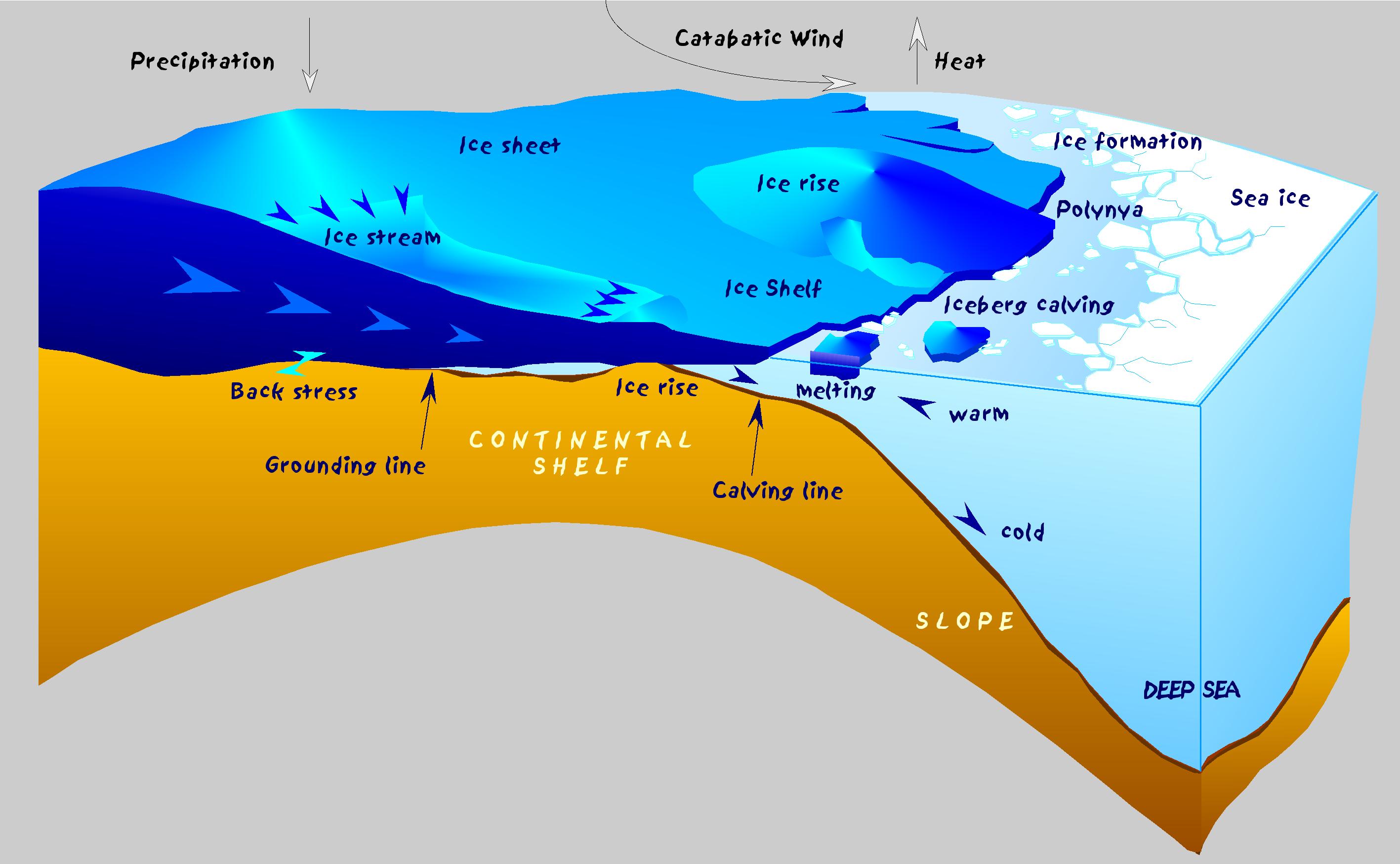
Diagrama que muestra el proceso de creación de una barrera de hielo a partir de una corriente de hielo.

Una corriente de hielo o corriente glaciar (del inglés: ice stream); en francés: courant glaciaire es una región de un indlandsis (o capa de hielo) que se mueve mucho más rápido que el hielo que la rodea. Las corrientes de hielo son un tipo de glaciar formado a partir del hielo de los indlansis que se mueven a gran velocidad, hasta un kilómetro por año. Son, junto con los glaciares emisarios, un medio de evacuación del hielo desde los bordes del indlansis.
Las corrientes de hielo pueden tener hasta cincuenta kilómetros de ancho, dos kilómetros de espesor y varios cientos de kilómetros de longitud. Estas son las que dan lugar a la barrera de hielo Filchner-Ronne y a la barrera de hielo de Ross, que son las dos extensiones de la capa de hielo antártica, respectivamente, en los mares de Weddell y de Ross. En la Antártida, las corrientes de hielo son accidentes geográficos importantes que representan el 10% del volumen de hielo. También hay corrientes de hielo en Groenlandia, pero no forman barreras de hielo.
La velocidad elevada de las corrientes de hielo es esencialmente basal lo que provoca importantes esfuerzos de cizalladura en el borde de la corriente de hielo que lo obligan a deformarse y recristalizarse, volviéndose menos resistente y concentrando la deformación en estrechas bandas o en márgenes de corte, que dan lugar a la formación de crevasses, sobre todo alrededor de los márgenes de corte. La mayoría de las corrientes de hielo tienen algo de agua en su base, lo que lubrica el flujo. El tipo de lecho glaciar también es significativo. Sedimentos blandos, deformables, hacen que sea más rápido el flujo que en lechos de dura roca.
Las causas de la formación de corrientes de hielo son muy variadas: la combinación de agua líquida subglaciar y de un suelo formado por sedimentos móviles pueden facilitar y acelerar el flujo del hielo.
Algunas corrientes de hielo que están canalizadas entre dos montañas se parecen, aunque sean muy diferentes, a glaciares de valle muy grandes.

## Corrientes de hielo en la Antártida

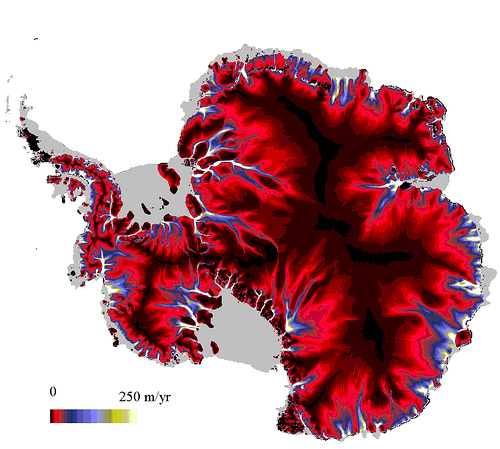
Mapa de velocidad del hielo en la Antártida. Las corrientes de hielo pueden ser vistas con una velocidad cada vez mayor (azul-amarillo-blanco) fluyendo hacia la costa.

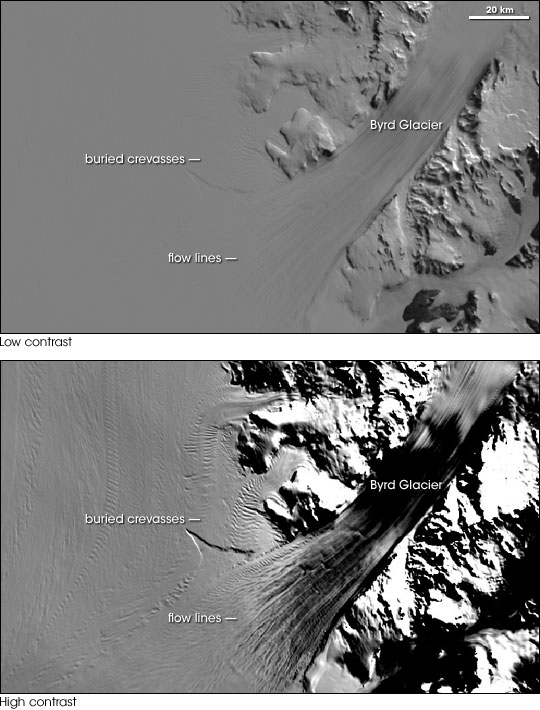
Imagen satelital del glaciar Byrd en la Antártida que muestra el canal de flujo de la corriente de hielo.Image satellite du glacier Byrd en Antarctique montrant le chenal d'écoulement du courant glaciaire.

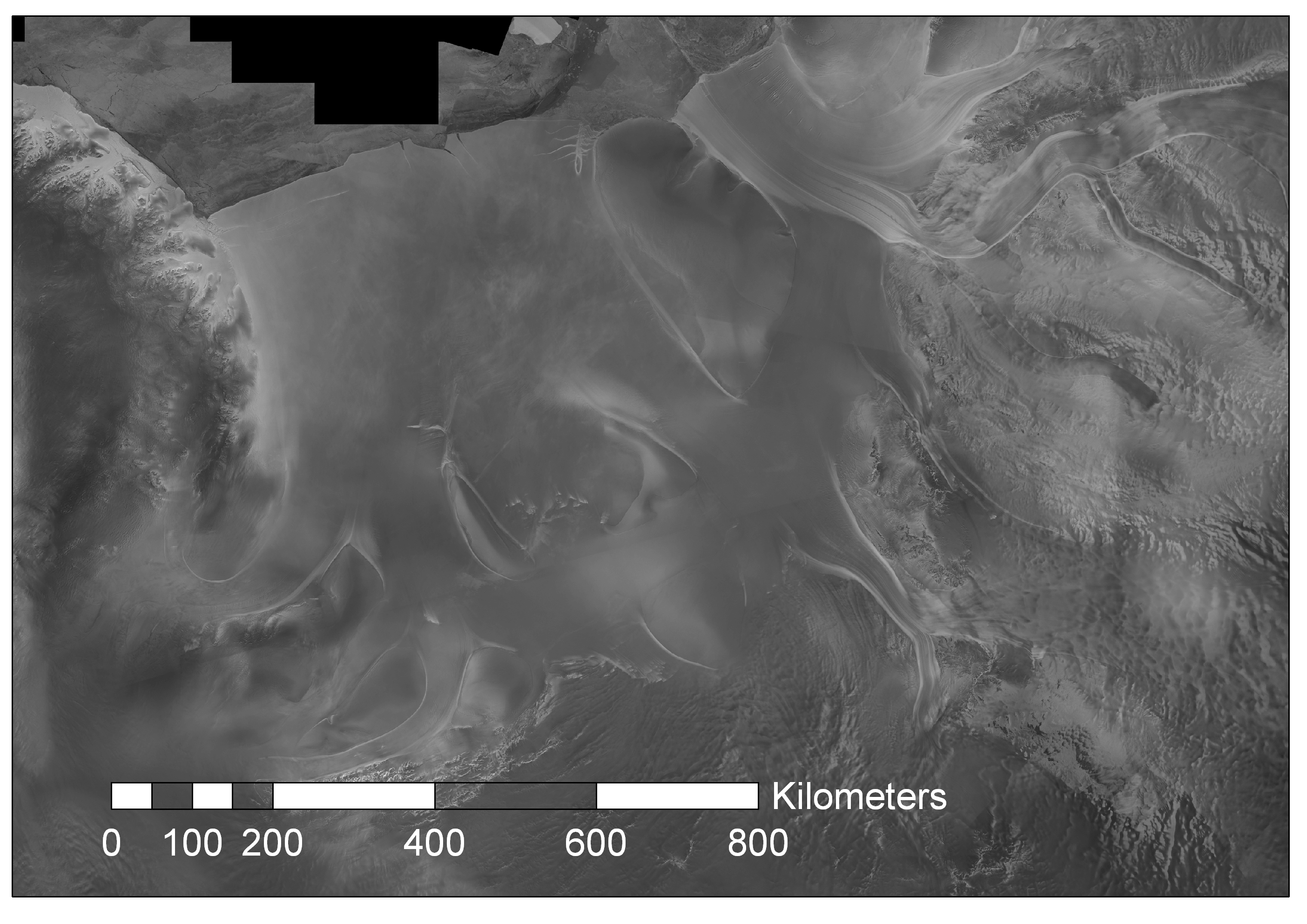
Imagen Radarsat de las corrientes de hielo que fluyen hacia la barrera de hielo Filchner-Ronne.

La capa de hielo de la Antártida drena hacia el mar a través de varias corrientes de hielo: la mayor de la Antártida Oriental es el glaciar Lambert; las más activas en la Antártida Occidental son el gran glaciar Pine Island y el glaciar Thwaites, que actualmente tienen entre ambas una pérdida neta de masa total de 85 gigatoneladas por año, medido en 2006.
Se ha sugerido que la capa de hielo de la Antártida está perdiendo masa. La aceleración, pasada y en curso, de las corrientes de hielo y de los glaciares emisarios se considera una parte importante, si no la causa principal, de este desequilibrio reciente.

## Corrientes de hielo en Groenlandia
Las principales corrientes de hielo que drenan la capa de hielo de Groenlandia en el mar son el glaciar Helheim, Jakobshavn Isbræ y el glaciar Kangerdlugssuaq.